# 海蘇斯·艾吉拉
海蘇斯·亞歷山大·艾吉拉（西班牙語：Jesús Alexander Aguilar，1990年6月30日—），為美國職棒大聯盟的一壘手，目前為自由球員。他先前曾效力於印地安人、釀酒人、光芒、馬林魚、金鶯、運動家以及西武獅等隊。

## 職業生涯

### 克里夫蘭印地安人
2007年11月，艾吉拉以國際自由球員身分加盟印地安人。2011年，他在小聯盟敲出23轟，展現長打火力。他在2012年和隊友法蘭西斯科·林多爾一同入選未來之星明星賽。艾吉拉也在2013年受邀參加大聯盟春訓。

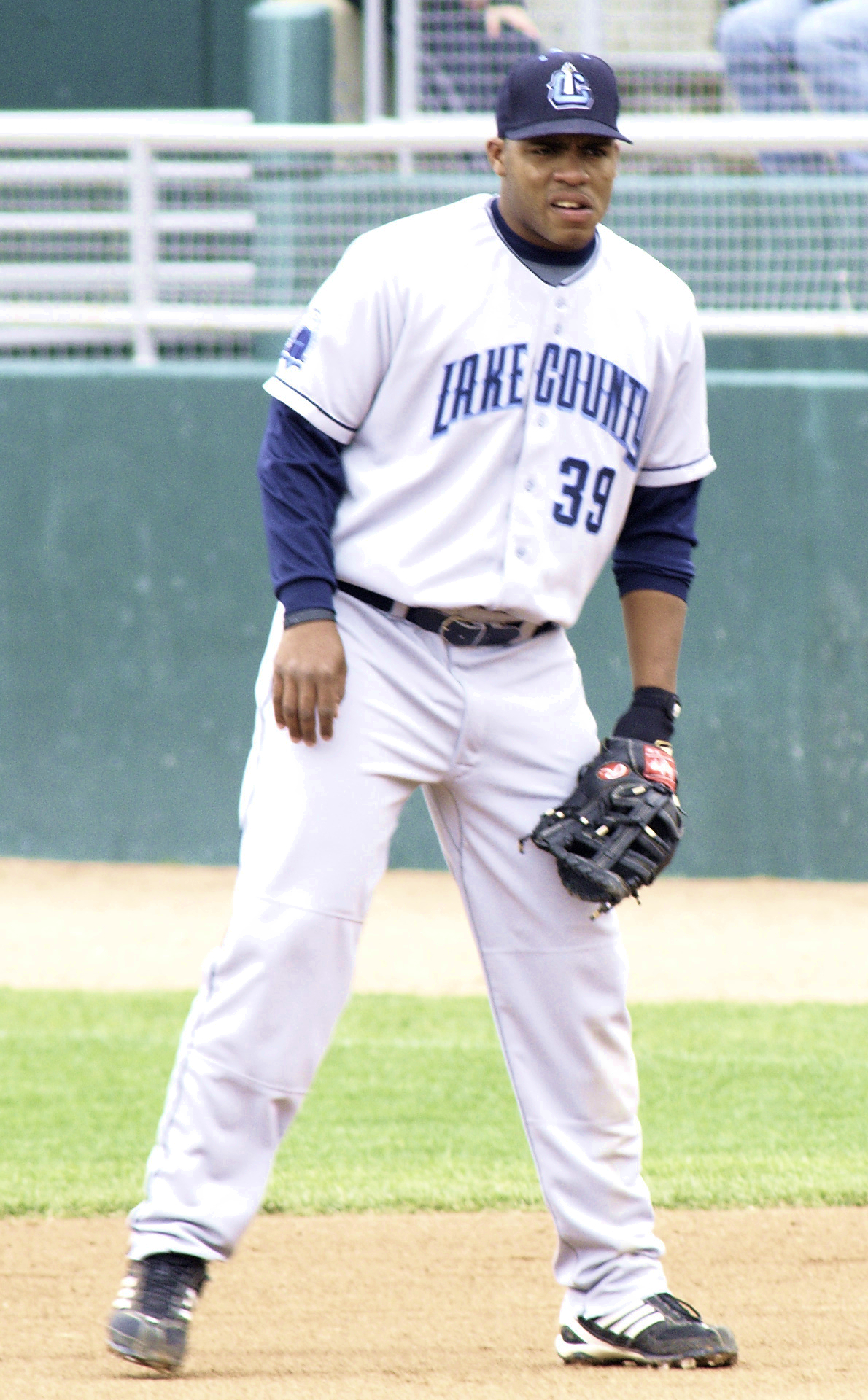
2011年的艾吉拉

2013年，艾吉拉在2A敲出16轟與105分打點。後者更是寫下2A球隊的隊史紀錄。2014年，他在3A繳出2成98的打擊率，並敲出7轟與19分打點。隨後他在5月15日登上大聯盟，而他只在大聯盟出賽8場比賽就回到3A。
2015年，艾吉拉在3A入選明星賽，並獲選為先發一壘手。這也讓印地安人將他拉回大聯盟。2016年，他在3A敲出30轟與92分打點。不過球隊仍在2017年1月26日將他指定讓渡。

### 密爾瓦基釀酒人
2017年2月2日，釀酒人從讓渡名單中選走艾吉拉。他在春訓傑出的表現讓他擠進開幕戰先發。整季他的打擊率為2成65，並敲出16轟與52分打點。
2018年，因為艾瑞克·譚姆斯，因此艾吉拉繼續獲得出賽機會。他在上半季打擊率突破3成，並敲出23轟與67分打點，成功入選明星賽，還受邀參加全壘打大賽。雖然他的手感在下半季有些失常，但整季依舊繳出2成74的打擊率，並敲出35轟與108分打點。他在國聯分區賽僅敲出1支安打，但那支安打是在第三場發生的全壘打，最後幫助釀酒人橫掃洛磯晉級。10月，他獲選用來表彰年度最佳委內瑞拉棒球員的路易斯·阿帕里西歐獎。

### 坦帕灣光芒

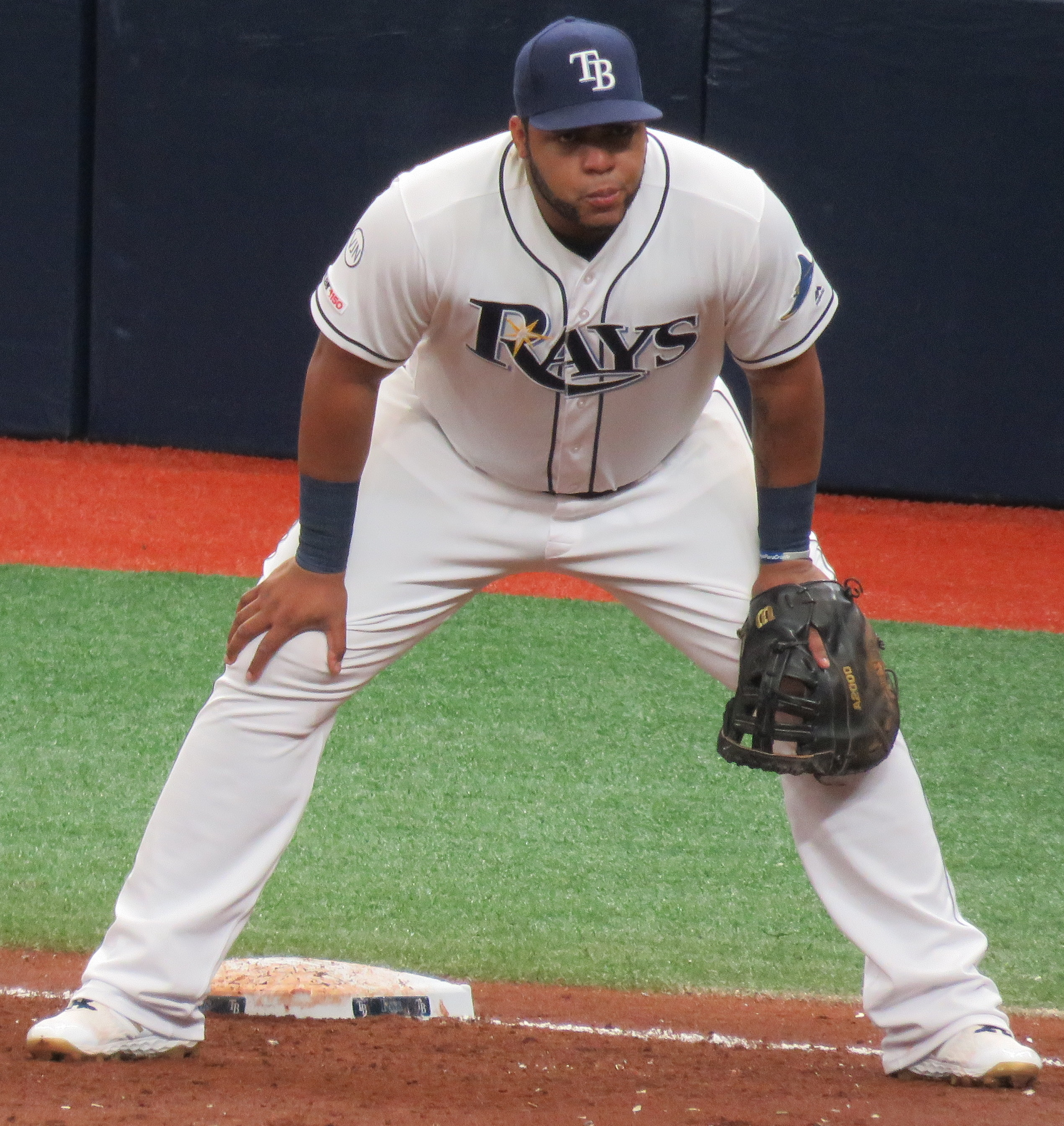
光芒時期的艾吉拉

2019年7月31日，釀酒人將艾吉拉交易到光芒，換來Jake Faria。他在光芒繳出2成61的打擊率，最後在11月27日被指定讓渡。

### 邁阿密馬林魚
2019年12月2日，馬林魚從讓渡名單中選走艾吉拉。2020年，他的打擊率為2成77，並敲出7轟與34分打點。2021年，他的打擊率為2成61，並敲出22轟與93分打點。
2022年，艾吉拉在敲出15轟與49分打點後，於8月26日遭到指定讓渡，並在2天後被釋出。

### 巴爾的摩金鶯
2022年8月31日，艾吉拉與金鶯簽下小聯盟合約。他在9月重返大聯盟，整季繳出2成35的打擊率。而他從本壘跑向一壘需5.01秒，為全大聯盟最慢。

### 奧克蘭運動家
2023年1月27日，艾吉拉與運動家簽下一年300萬美元的合約。他在運動家的打擊率為2成21，並敲出5轟與9分打點。後來因為保羅·布萊克伯恩傷癒歸隊，艾吉拉遭到球隊指定讓渡。

### 亞特蘭大勇士
2023年6月13日，艾吉拉與勇士簽下小聯盟約。

## 外部連結
- 傑蘇斯·阿吉拉爾在美國職棒官網（英语）
- 傑蘇斯·阿吉拉爾在日本職棒官網（英语）
- 傑蘇斯·阿吉拉爾在Baseball-Reference.com（大聯盟）（英语）
- 傑蘇斯·阿吉拉爾在Baseball-Reference.com（小聯盟以及海外聯盟）（英语）
- 傑蘇斯·阿吉拉爾在ESPN（MLB）（英语）
- 傑蘇斯·阿吉拉爾在FanGraphs.com（英语）
- 傑蘇斯·阿吉拉爾在Retrosheet（英语）
- 傑蘇斯·阿吉拉爾在The Baseball Cube（英语）